# إبراهيم المختار
إبراهيم المختار (1909 - 26 يونيو 1969) هو رجل دين اريتيري، شغل منصب أول مفتي لإرتريا. تم ايفاده إلى إرتريا، أثناء الانتداب الإيطالي، ليشغل منصب المسؤول الأول لشؤون المسلمين في إرتريا، ويكون قاضى القضاة بالمحاكم الشرعية في إرتريا.

## نشأته
ولد إبراهيم المختار أحمد عمر في شهر ربيع الثاني 1327 هـ الموافق عام 1909م، في قرية كندد، القريبة من مرسى إرافلى، الواقع على شاطئ البحر الأحمر، كان والده واعظا ومعلما لأهل تلك الناحية، والده ارتحل إلى الحجاز حيث تلقى العلم وأتمه، ثم عاد إلى أرض الوطن معلما ومرشدا، وقد دعي لتولي منصب القضاء، أيام الإستعمار الإيطالي. تربى علي القرآن وختمه، وأخذ عنه مبادئ العلوم الشرعية كالفقه وعلوم اللغة والأدب وغيرها، وكان منذ صباه حب شديد للعلم. ولما بلغ العاشرة من عمره توفيت والداته، كان له ثمانية أشقاء هو ثاني أكبرهم، فتحمل مسؤولية البيت في صغره، فقام برعاية إخوته، وبقي بجوار أبيه، والده وفاة والداه في 26 صفر 1343هـ الموافق 1924.

## حياته
بعد وفاة والده، غادر إرتريا في 21 ديسمبر 1924، واتجه نحو السودان، إلى أم درمان في 6 مارس 1925. وفور وصوله انتسب لجامعة أم درمان الإسلامية، ولم يكتفي بدروس المعهد فقط، بل اجتهد في تحصيل العلم خارجه من خلال مجالسة العلماء، وفد تتلمذ علي يد الشيخ محمد القوصي المصري الحنفي، وشيخ علماء السودان الشيخ أبوالقاسم وغيرهم. وتخرج من المعهد سنة 1927.
غادر السودان متجها إلى القاهرة، في يوم 28 محرم 1345 هـ الموافق 1926م، وانتسب في يوم 28 صفر الي جامعة الأزهر،أقام في رواق الجبرتة في الأزهرعرف قديما برواق الزيالعة، (وهو رواق مخصص لطلبة الأزهر القادمين من نواحي أرتريا وأثيوبيا). حصل علي الشهادة العالمية النهائية وتخصصه في الفقه والأصول في 15 شعبان 1351هـ الموافق عام 1932. واصل دراسته للدخول في الإمتحان النهائي للحصول على الشهادة العالمية النهائية. وفي خلال هذه الفترة سعى لتحصيل العلم على عدة مشايخ، فانتسب في المدرسة الإيطالية ببولاق لتعلم اللغة الإيطالية، ثم في مدرسة تحسين الخطوط الملكية، وحصل على الشهادة العالمية النهائية (الدكتواره) في 10 أغسطس 1937م.
كان لدية خمسة أولاد: ثلاث بنات ( فاطمة، وسعاد، وزهرة )، وولدان (إسماعيل، وسالم).

### مشايخه في مصر
تتلمذ منذ بداية رحلته العلمية على ثلاثة وتسعين شيخا؛ ينتمون إلى أقطار، ومدارس، ومشارب مختلفة، منهم:
1- الإمام محمد بخيت المطيعي (1854-1935م)، مفتي مصر
2- الإمام الأكبر الشيخ محمد مصطفى المراغي (1881-1945م)، شيخ الأزهر
3- إمام أهل السنة الشيخ محمود خطاب السبكي (1858-1933م)، مؤسس الجمعية الشرعية في مصر
4- العلامة الفقيه الشيخ محمد زاهد الكوثري (1878-1952م)، من كبار علماء تركيا (أجاز له جميع مروياته)
5- العلامة الشيخ عبد الرحمن محمد البنا الساعاتي (1883-1958م)، من علماء الحديث في الأزهر (أجاز له جميع مروياته)
6- المحدث العلامة محمد حبيب الله الشنقيطي (1878-1943م)، من علماء موريتانيا والحجاز (أجاز له جميع مروياته)
7- العلامة الشيخ عبدالرحمن عليش، من كبار فقهاء المالكية (أجاز له جميع مروياته)
8- سماحة الشيخ مصطفى صبري (1869-1954م)، شيخ الاسلام في تركيا
9- الإمام الأكبر الشيخ محمود شلتوت (1893-1963م)، شيخ الأزهر
10- الشيخ حسنين محمد مخلوف (1890-1990م)، مفتي مصر

## مسيرته
- عمل مدرسا في التدريس الأهلي الحر على فترات متقطعة قبل تخرجه وبعده.
- عمل في المحاماة الشرعية، وتدرب عليها، واطلع على نظمها ولوائحها، فاكتسب خبرة كبيرة.
- عمل مصححا في مطبعة مصطفى البابي الحلبي وفي غيرها من المكتبات الصغيرة.
- دَرَّسَ العلوم الشرعية في حلقات الأزهر؛ في علوم البلاغة، والمنطق، ومصطلح الحديث وغيرها.

## مساهمته
- وقد قام الشيخ بالتحقيق والتعليق على عدد من الكتب، ومنهاالكتب الآتية التي طبعت كلها في مصر:
- وصية الإمام الأعظم أبي حنيفة النعمان ابن ثابت لتلميذه يوسف ابن خالد السمتي البصري ومعها منظومة فى آداب العلم والتفقه. راجعهما وعلق عليهما، وطبعت الرسالة فى مطبعة مصطفى البابي الحلبي سنة 1936م.
- متن تنقيح الأصول في علم الأصول، لصدر الشريعة عبيد الله ابن مسعود المحبوبي البخاري الحنفي. راجعه وصححه وعلق عليه بإفاضة، طبع الكتاب في المطبعة المحمودية في شوال 1356هـ الموافق 1937م، وقد تقرر تدريسه بكلية الشريعة الإسلامية بالأزهر الشريف.
- شرح العلامة الأميرعلى نظمي 39 مسألة التي لا يعذر فيها بالجهل، للعلامة بهرام ابن عبدالعزيز. راجع أصوله وعلق عليه، طبع في المطبعة المحمودية سنة 1940م.

وقد قام الشيخ بالتأليف لعدد من الرسائل الشرعية، طبعت منها في مصر رسالة واحدة عنوانها:
- هدية المستفيد فى حكم صلاة الجمعة مع العيد، طبعت في مطبعة دار التأليف في عام 1961م.
- كتب أيضا مقالات متعددة في مسائل علمية مختلفة في أكثر من مجلة، ومن أهمها: مجلة الإسلام، لصاحبها أمين عبدالرحمن.

وقد توسعت إهتمامات الشيخ لتشمل الجانب السياسي والواقع الإستعماري. وكانت أرتريا في تلك الآونة مستعمرة إيطالية، وقد عايش سماحته السياسة العنصرية للإستعمار الإيطالي ورأى آثارها المجحفة؛ ومن خلال وجوده في مصر كان متابعا لما يحدث في ليبيا من ممارسات الإستعمار الإيطالي، فسخر قلمه في فضح ممارسات المستعمر وسياساته العنصرية. وقد جمع بغض الاستعمار بينه وبين الأستاذ عبد الفتاح الرفاعي، صاحب صحيفة القلم الصريح، التي كانت تشن حملة شعواء على الاستعمار الإيطالي، فكان سماحة المفتي يحرر ويصحح ويمد هذه الصحيفة بمعلومات دقيقة، وينشر كل ذلك باسم مستعار، حتى لا يلفت نظر جواسيس إيطاليا المندسين وسط الأرتريين في مصر. ولقد صودرت صحيفة القلم الصريح عدة مرات، وأخيرا منعت من الصدور نتيجة لشكاوي الحكومة الإيطالية المتكررة. وكان سماحته يشارك أيضا في أنشطة بعض الجمعيات العامة، ومنها جمعية الشبان المسلمين في القاهرة[8]، التي كان يذهب إليها للإستماع لمحاضريها.

## عودته إلى أرتريا
أمضى في مصر حوالى 15 عاما ونتيجة لحياة حافلة بالإجتهاد والدراسة والبحث العلمي المستمر، مع ماكان يعانيه سماحته من متاعب صحية سابقة، فإن المرض عاوده حتى أجهد قوته، وشل حركته، ومن جراء ذلك دخل المستشفى في 30 أكتوبر 1939م، ووضع تحت الإشراف الطبي، ومنع من الكتابة أو بذل أي مجهود. أثناء وجوده بالمستشفى جاءه الخبر من السفارة الإيطالية بالقاهرة بتعيينه رئيسا للمحكمة الشرعية العليا بأسمرة (بطلب من أعيان البلد في أرتريا). تردد في قبول هذا التعيين نظرا لعدم رغبته في العودة إلى وطنه وهي تحت الإستعمار، ولكن بعد ضغوط متواصلة تعهد بقبول الوظيفة وهو لا يزال في المستشفى، وبعد أن تماثل للشفاء بدأ يستعد لمغادرة مصر، فاتجه إلى السويس ومنها إلى ميناء مصوع بحرا حيث وصل إليها في 13 أبريل 1940م، ثم اتجه بعدها إلى العاصمة أسمرة لتولي مهام الإفتاء والقضاء، حيث وصلها في 10 ربيع الأول 1359هـ الموافق 16 أبريل 1940م.

## مناصب
إنخرط المختار في الحياة العامة لأرتريا فور وصوله، وتولى العديد من المهام الكبرى، ومنها:
- رئيس محكمة الإستئنافات الشرعية النهائية، وقاضيا لقضاة أرتريا، فور عودته من مصر.

- مفتي الديار الأرترية في عام 1940.

- مفتش كافة المحاكم الشرعية في يونيو 1940م، وقد كلفه الحاكم العام بتفتيش 93 محكمة في أرتريا وأثيوبيا، وقد شرع في ذلك ولكنه لم يتمه بسبب قيام الحرب.

- رئيس كافة أوقاف أرتريا في نوفمبر 1943م.

- رئيس جبهة العلماء الأرترية، بعد أن سعى إلى إنشائها في مايو 1952م. أول من تولى هذه المهام، وأول من وضع لبناتها وأرسى قواعدها.

- عين  قاضيا في محكمة أرتريا الكبرى النهائية المكونة من ثلاثة قضاة - في سبتمبر 1952م، بعد القرار الفيدرالي. وقد كان لهذه المحكمة دور مهم في الحفاظ على إستقلالية القضاء الوطني، والدفاع عن الحقوق الدستورية، ونقض الكثير من قرارت السلطة التنفيذية المخالفة للدستور.

## إنجازاته وإصلاحاته
- في عهده فقط بنى أكثر من ثلاثين مسجدا في أنحاء القطر وأنشئت العديد من المؤسسات.

- أصلح المحاكم الشرعية ونظمها بوضع لوائح وقوانين تسير عليها، ودعا إلى مؤتمر للقضاة، فانعقد مرتين وأصدر توصيات مهمة. وضع سماحته كذلك نظام الإمتحان للمرشحين للقضاء لاختيار أهل الكفاءة؛ وأوجد المحاماة الشرعية، ودافع عن إستقلالية القضاء، وحارب الرشوة، ورفض تعيين من أرادت الدولة إقحامهم في القضاء ممن لا يملكون المؤهلات الشرعية.

- نظم الأوقاف، ووضع لائحته، وجمع حججه، وأنشأ لجانه الفرعية في أنحاء القطر، ونشر الإحصائيات عن المساجد، والمعاهد، والكتاتيب. أسس جبهة العلماء لتقوم بمهمة الدعوة، وحارب العادات والتقاليد المخالفة لروح الشريعة وتعاليم الإسلام.

- كافح خطط المستعمرين، وأعداء الاسلام، وعرقل مساعيهم بشجاعة نادرة. وحارب بين المسلمين المذهبية، والطائفية، والقبلية، ووحد صفوفهم، ونبههم على حقوقهم الشرعية والقومية، وحارب الفتنة الطائفية التي كان يزرعها أعداء الوطن بين الحين والآخر؛ وقد خدم اللغة العربية في غمرة الأحداث السياسية التي حاقت بالبلاد، ودافع عنها دفاعا مجيدا يسجله له التاريخ بأحرف من نور. وكان بالجملة نجما ساطعا، وعلما بارزا، ومصلحا متميزا في الديار الأرترية؛ خلف تراثا عظيما من مؤلفات قيمة، وترك أثرا محمودا، وذكرا حسنا، يكون نبراسا وأسوة لمن بعده على مدى التاريخ وامتداد الزمان.

## وفاته
دخل المستشفى بعد مرضه حتي توفي في مساء يوم الأربعاء 25 يونيو 1969، ودفن في ظهيرة يوم الخميس 26 يونيو 1969، في مقبرة حزحز بأسمرة.

## مؤلفاته
- إرشاد المبتدئ على مقدمة أبي الليث السمرقندي ويليه إعانة المستهدي في تخريج أحاديث أبي الليث السمرقندي.
- أسنى الغايات شرح تحفة الثقات في محاسن التوقفات -منظومة.
- بغية الرائد فيما لذ وطاب من الفوائد -ثلاث مجلدات.
- مفيد المفتي والسائل إلى مختلف المسائل -ثلاث مجلدات.
- الدرة البهية في حل الرموز الفقهية.
- الحديقة الندية في إصطلاحات العلوم الشرعية.
- المطالب العالية في أحكام الفطرة والأضحية والزكاة المالية.

### الكتب التاريخية والقومية
- دحض الوشاة عن اللغة العربية في أرتريا والحبشة.
- لفت النظر إلى علماء الإسلام في أرتريا في القرن الرابع عشر.
- الحاوي لأخبار الشعب السيهاوي -مجلدين.
- الجامع لأخبار جزيرة باضع.
- إزالة الغواشي عن أخبار النجاشي.
- جلاء النظر بأخبار رواق الزيالعة ثم الجبرتي بالأزهر.
- محو الغشاء عن ملوك الإسلام في الحبشة.
- الثريا بأخبار أوقاف أرتريا الإسلامية.
- القنبرة في تاريخ المركز الإسلامي بأسمرة.